# Volcán Poás nationalpark
Volcán Poás nationalpark är en nationalpark i Costa Rica.   Den ligger i provinsen Alajuela, i den centrala delen av landet, 30 km nordväst om huvudstaden San José. Volcán Poas nationalpark ligger 2 297 meter över havet.